# Velferd og Innovasjonspartiet
Die Velferd og Innovasjonspartiet (kurz VIPartiet; deutsch Wohlfahrt und Innovationspartei) ist eine norwegische Partei. Sie wurde im Jahr 2016 unter dem Namen Helsepartiet (deutsch Gesundheitspartei) gegründet.

## Geschichte
Die Partei wurde am 8. Oktober 2016 durch die Journalistin und Autorin Lise Askvik gegründet. Erstmals bei einer Wahl trat die Partei im September 2017 an, als sie in fast allen Wahlkreisen zur Stortingswahl 2017 antrat. Dort erreichte die Partei mit 10.337 Stimmen 0,4 % und zog nicht ins Parlament ein. Bei der Stortingswahl 2021 fiel die Partei auf 6490 Stimmen und ein Ergebnis von 0,2 % zurück.

### Fusionspläne mit der Industri- og Næringspartiet
Um mehr politischen Einfluss zu erreichen, begann die Partei nach der Stortingswahl 2021 Gespräche mit der Industri- og Næringspartiet (INP). Bestandteil der Verhandlungen war eine mögliche Fusion der beiden Parteien nach der Stortingswahl 2025. Die verstärkte Zusammenarbeit der beiden Parteien wurde im Januar 2023 begonnen. Der damalige INP-Vorsitzende Owe Ingemann Waltherzøe verkündete im Zuge dessen, dass die beiden Partei ab sofort unter dem Namen Industri- og Næringspartiet fungieren werden. Die beiden Parteien legten unter anderem ihre Parteiadministration zusammen, passten ihre Parteiprogramme aneinander an und traten bei den Kommunal- und Fylkestingswahlen 2023 mit gemeinsamen Listen an.
Nachdem im Januar 2024 der kurz zuvor zurückgetretene INP-Vorsitzende Owe Ingemann Waltherzøe mit der Partiet DNI eine eigene Partei gründete, gerieten die Fusionspläne unter dem neuen INP-Vorstand ins Stocken. Im Oktober 2024 verkündeten die INP und die Helsepartiet, dass es zu keiner Fusion kommen werde.

### Namensänderung
Im Nachgang änderte die Helsepartiet ihren Namen zu Velferd og Innovasjonspartiet, kurz VIPartiet. Zahlreiche frühere Mitglieder der INP gingen in die VIPartiet über.

## Programm
Die Partei wurde als Ein-Themen-Partei gegründet. Hauptanliegen der Gründerin Lise Askvik, einer ehemaligen Krebspatientin, war die Verbesserung des norwegischen Gesundheitswesen. Dazu forderte die Partei unter anderem, dass die Leitungspositionen im Gesundheitssystem durch Wahlen bestimmt werden.